# Nules
Nules es un municipio español perteneciente a la provincia de Castellón y la comarca de la Plana Baja, en la Comunidad Valenciana. Cuenta con 14 062 habitantes (INE, 2024).

## Geografía
Integrado en la comarca de La Plana Baja, se sitúa a 18 kilómetros de la capital provincial. El término municipal está atravesado por las siguientes carreteras: 
- Autopista del Mediterráneo (AP-7): permite la comunicación con Valencia y Barcelona.
- Autovía del Mediterráneo (A-7), que continúa como autovía autonómica CV-10 desde la salida a Villavieja.
- Carretera nacional N-340, entre los pK 953 y 959.
- Carretera autonómica CV-18: se dirige hacia Burriana y Castellón de la Plana.
- Carretera local CV-226: conecta con Vall de Uxó.
- Carretera local CV-231: conecta con Villavieja.
- Carretera local CV-2220: da acceso a la playa de Nules.

El relieve del municipio está definido por la transición entre la sierra de Espadán y el litoral mediterráneo. El litoral cuenta con cuatro playas y el cercano estanque de Nules, una pequeña laguna litoral formada por la surgencia abundante de agua subterránea, declarada Paraje Natural. La altitud oscila entre los 623 metros en la sierra de Espadán y el nivel del mar. El pueblo se encuentra a 13 metros sobre el nivel del mar.

### Otros núcleos de población
- Mascarell

Mascarell es una pequeña población amurallada que pertenecía a la Baronía y Marquesado de Nules y que pasó a ser pedanía de Nules a finales del siglo XIX. En la actualidad siguen viviendo en Mascarell un total de 193 personas, según el INE de 2022.
Destaca su casa consistorial de fines del siglo XVIII (de proporciones reducidas pero equilibrada y digna) y su iglesia parroquial de finales del siglo XVII (con interesantes esgrafiados semejantes a los de la iglesia de la Sangre).
- Poblados Marítimos - Playas de Nules:

Nules dispone de un amplio litoral, de unos 5 km de longitud, habitados en invierno por 700 personas, según el INE de 2022, multiplicándose en verano hasta los 15.000 veraneantes. La playa de Nules es un ejemplo de playa sostenible y sin aglomeraciones, y permite unos días de descanso a orillas del mar. Además, se puede visitar el paraje natural del Estany de Nules, una laguna de agua dulce habitada por numerosas especies de aves y peces.

### Localidades limítrofes
| Noroeste: Bechí       | Norte: Villarreal y Alquerías del Niño Perdido | Noreste: Burriana      |
| Oeste: Artana         |                                                | Este: Mar Mediterráneo |
| Suroeste: Vall de Uxó | Sur: Vall de Uxó                               | Sureste: Moncófar      |

Además, rodea completamente el término municipal de Villavieja.

## Historia

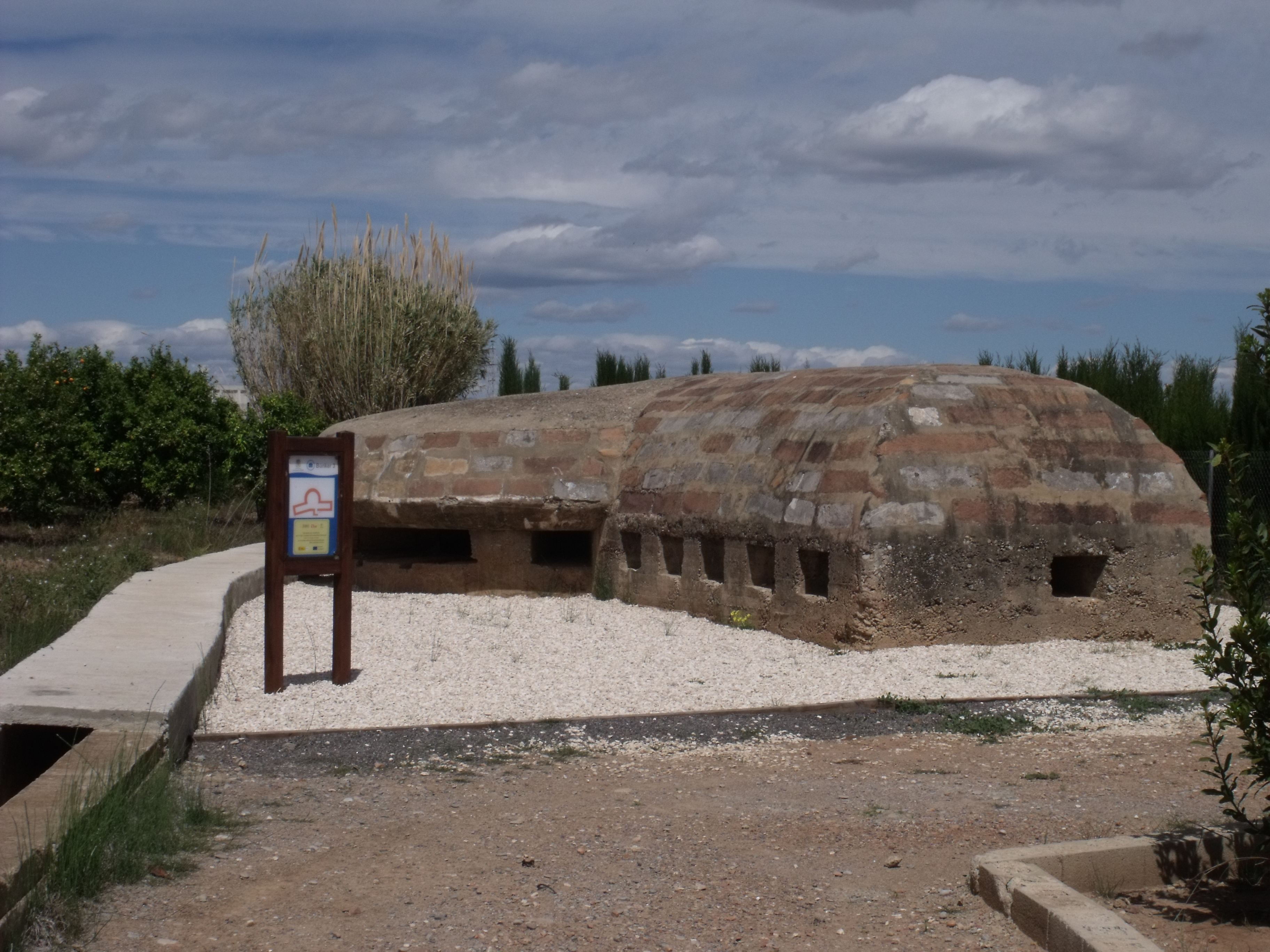
Búnker III. 5 de Nules.

A pesar de que dentro del término del antiguo castillo de Nules, encontramos vestigios de civilizaciones anteriores —Tosal, Benicató, Alcudia, Torre Mocha, Santa Bárbara— hasta 1178 no está documentado el topónimo de esta población de la Plana. El 28 de noviembre de dicho año, al redactarse el acta de dotación de la catedral de Tortosa, se dejó constancia de que Nullis cum suis terminis se hallaban dentro de los límites de la diócesis.
En 1238 los árabes del castillo de Nules —actual Villavieja— se rindieron a Jaime I de Aragón y el 16 de septiembre de 1251, el Rey Conquistador lo donó al noble valenciano Guillermo Ramón de Moncada.
El 20 de agosto de 1273, Jaime I concedía a Guillermo Ramón de Montcada privilegio para traer hasta el término del castillo de Nules el agua del Mijares, lo que hizo posible la transformación de grandes zonas del término en huerta y como consecuencia, el establecimiento de un importante grupo de pobladores.
El 8 de octubre de 1316 el rey Jaime II confirmó la venta que Ramón de Montcada había hecho a su yerno, Gilabert de Centelles, del castillo y término de Nules.
Debido a la gran influencia de Gilabert de Centelles y Montcada en la corte de Pedro el Ceremonioso, el señor de Nules obtuvo de dicho monarca la confirmación del derecho de aguas y celebración de mercado, así como el privilegio de tener un embarcadero en la playa de Nules y la celebración de una feria anual de quince días.
Durante la época de Martín el Humano, la villa de Nules era lugar de refugio del bando de los Centelles; por esta razón el Rey la pasó a jurisdicción real, aunque por poco tiempo.
Después de la muerte del rey Martín, los Centelles apoyaron como aspirante al trono de la Corona de Aragón al castellano Fernando de Antequera, y fue el señor de Nules quien dirigió las tropas que, en la batalla de Murviedro, derrotaron a los partidarios de Jaime de Urgel, dirigidos por el gobernador de Valencia.
Durante la guerra de las Germanías, Nules fue cuartel general de las tropas realistas y base de partida en la guerra contra los moriscos de la sierra de Espadán en 1526.
A mediados del siglo XVI, la villa de Nules inició un pleito contra los condes de Oliva, con la finalidad de pasar a la jurisdicción real; lo cual se logró el 24 de septiembre de 1582.
Con la expulsión de los moriscos, perdió casi la tercera parte de su población y las cargas tributarias tuvieron que afrontarlas los vecinos de Nules y los nuevos pobladores. Esto sirvió de excusa para devolver la Baronía a la jurisdicción de sus antiguos señores, con el título de Marquesado de Nules. En 1614, Felipe III dio a Cristóbal de Centelles el mero imperio.
Durante la Guerra de Sucesión, Nules fue una de las poblaciones del antiguo Reino de Valencia que se mantuvo fiel a Felipe V, y aunque por miedo a repesalias se rindió a los austracistas en 1706, en cuanto pudo volvió al bando borbónico, por lo que el 26 de mayo de 1709, la Reina Gobernadora, María Luisa Gabriela de Saboya, esposa de Felipe V, concedió a la localidad los títulos de Muy Leal y Fidelísima, "por la fidelidad que ha mantenido y ejecutado en mis servicios". En 1755, el señorío pasó a manos de Vicent Català i Castellví, también marqués de Quirra, y en el siglo XIX perteneció al conde de Cervelló.
En la Guerra de la Independencia, la población fue asaltada por las tropas del general francés Suchet.
En el tercer cuarto del siglo XIX incorporó a la desde entonces pedanía de Mascarell, que tenía 380 habitantes en 1860.
En 1938, durante la Guerra Civil, la población quedó totalmente arrasada al convertirse en frente de combate. Bombardeada por el general Franco dada su posición estratégica en la zona, antes de su destrucción el pueblo fue evacuado por el bando republicano ya que iba a ser frente de batalla para tratar de parar el avance de las fuerzas sublevadas. Terminado el conflicto, la playa de Nules fue utilizada por los vencedores como improvisado campo de concentración de prisioneros, aunque era denominado «campo de concentración de Burriana» en la mayoría de documentos oficiales. Todo indica que el recinto fue desmantelado antes del 18 de abril de 1939.
El 7 de septiembre de 2004, una fuerte tormenta eléctrica dejó 193 litros por metro cuadrado, desbordando el barranco de la Serraleta y anegando la mayor parte de la ciudad y poblados marítimos.

## Demografía
Nules cuenta con una población de 14 062 habitantes (INE 2024).
| Gráfica de evolución demográfica de Nules entre 1842 y 2021 |
| |
| Población de derecho según los censos de población del INE Población de hecho según los censos de población del INEEntre el censo de 1877 y el anterior, crece el término del municipio porque incorpora a Mascarell |

| Hab. | 4.437 | 5.367 | 5.826 | 5.874 | 6.703 | 6.374 | 7.916 | 8.460 | 9.633 | 10.957 | 11.562 | 13.693 | 14.062 | 14.628 |

## Economía
La economía nulense se ha basado tradicionalmente en la agricultura, con claro predominio del cultivo de cítricos. El agricultor nulense desarrolló una variedad de clementina (clemenules) que tiene un gran mercado exterior. La manipulación y comercialización de los cítricos desarrolló un incipiente sector industrial que en la actualidad se ve claramente superado por la producción cerámica y azulejera y sus derivados, que ha convertido a Nules en uno de los principales centros industriales de la provincia.
En la actualidad se está potenciando también el desarrollo del turismo como una nueva actividad económica para la ciudad, que vendrá a completar la aportación de agricultura e industria, así como el sector servicios.

## Monumentos

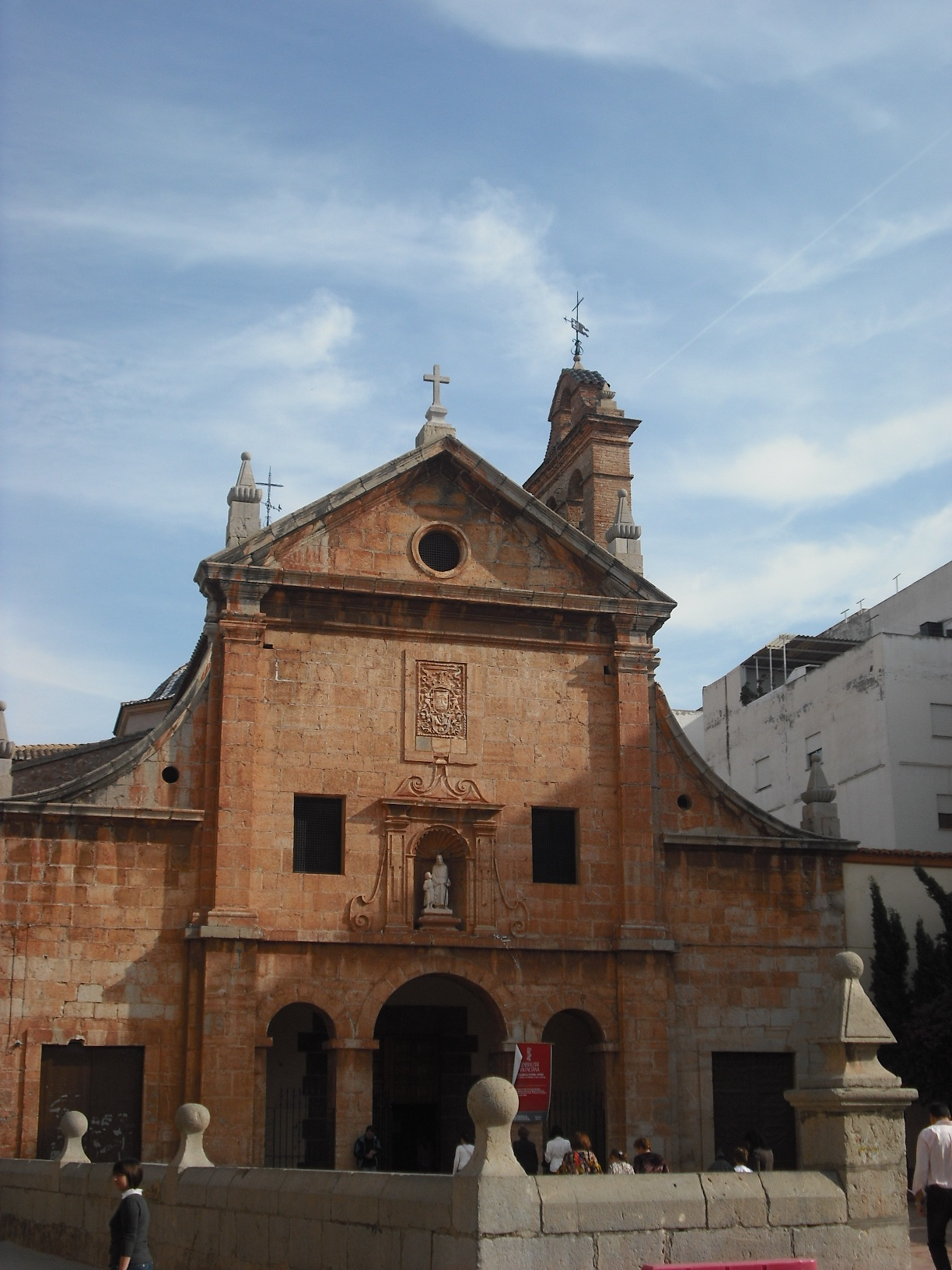
Convento de los Carmelitas Descalzos.
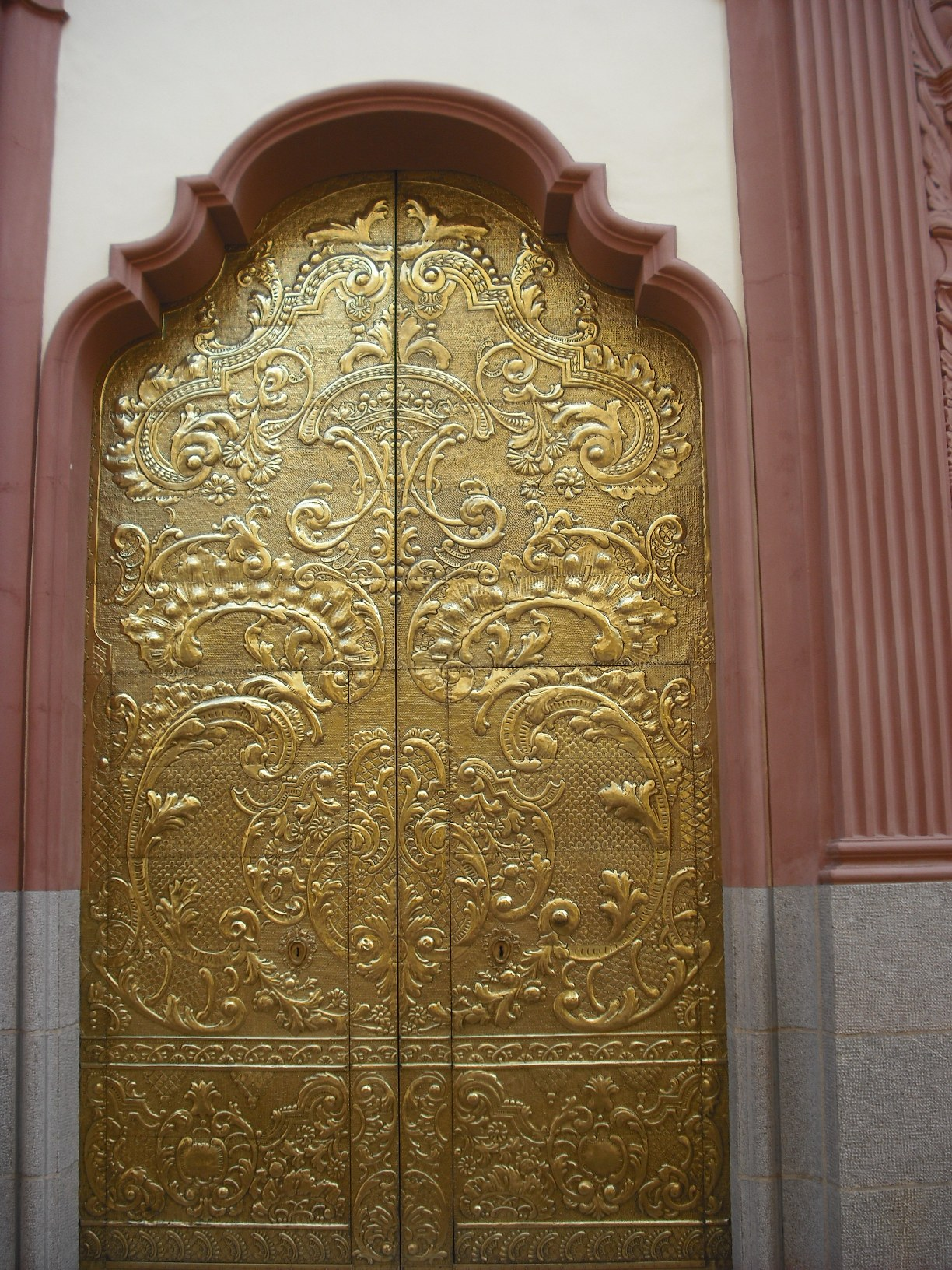
Puerta de la Capilla de la Soledad.
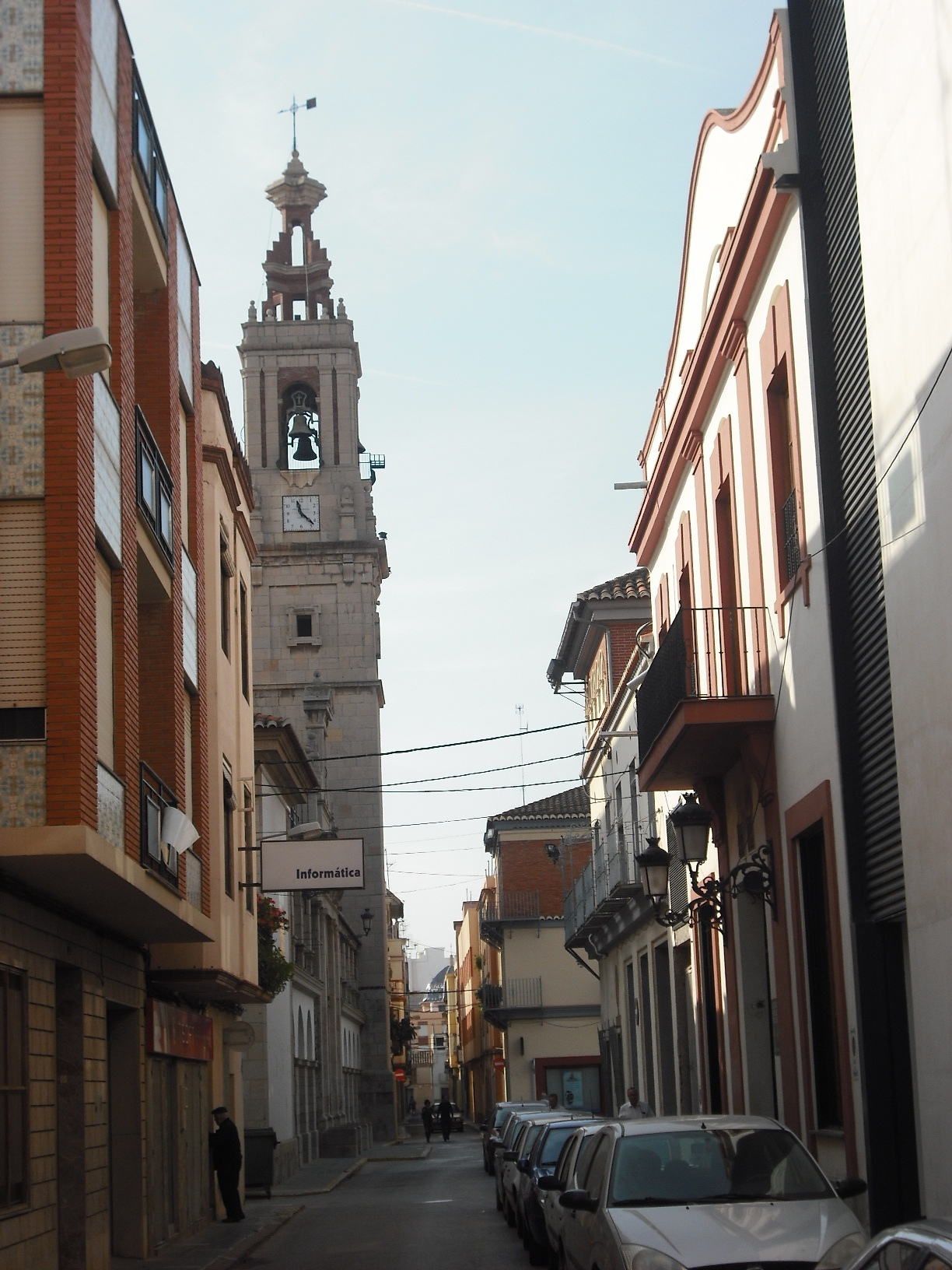
Iglesia Arciprestal de San Bartolomé y San Jaime.
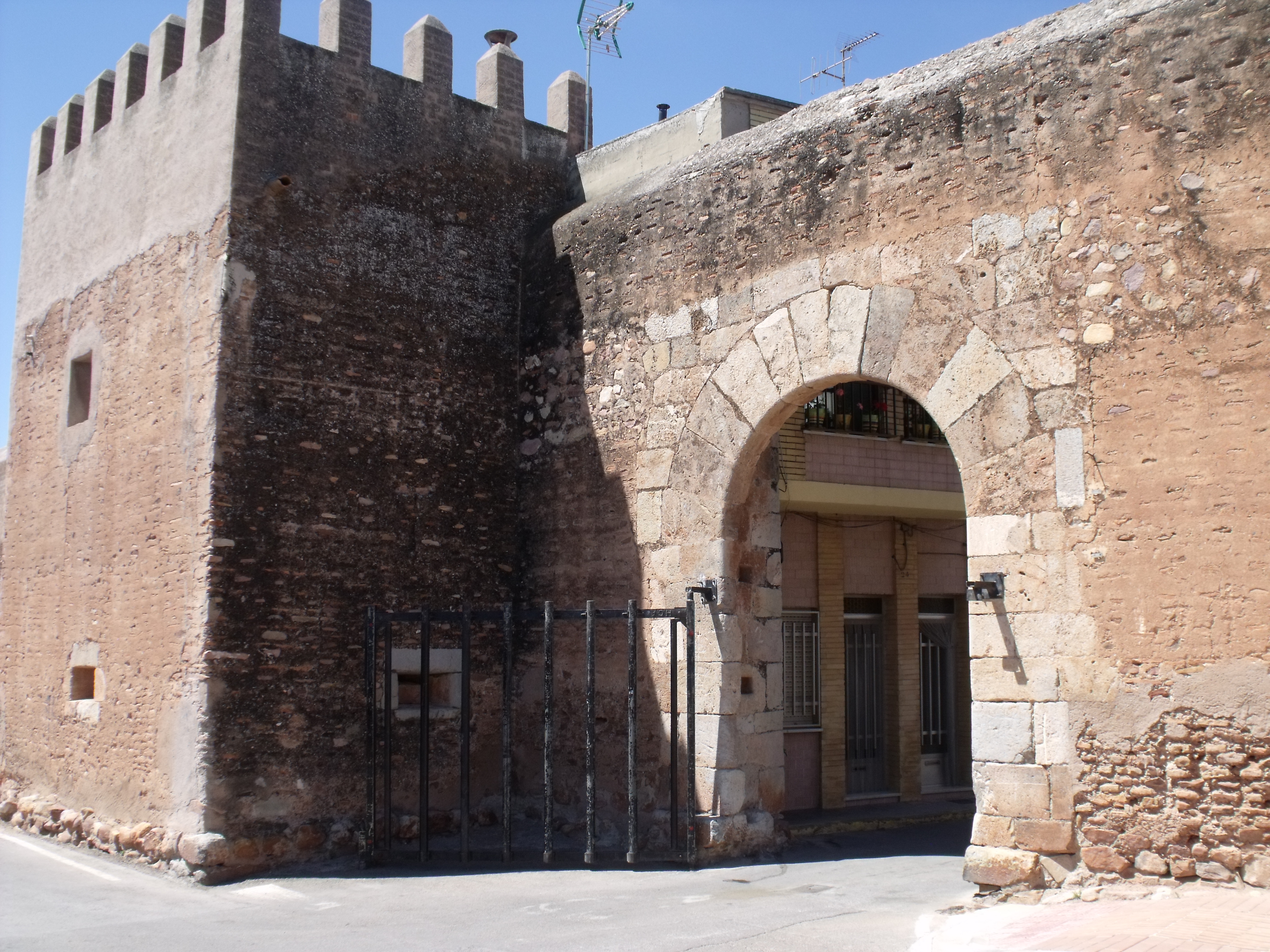
Recinto amurallado de Mascarell.
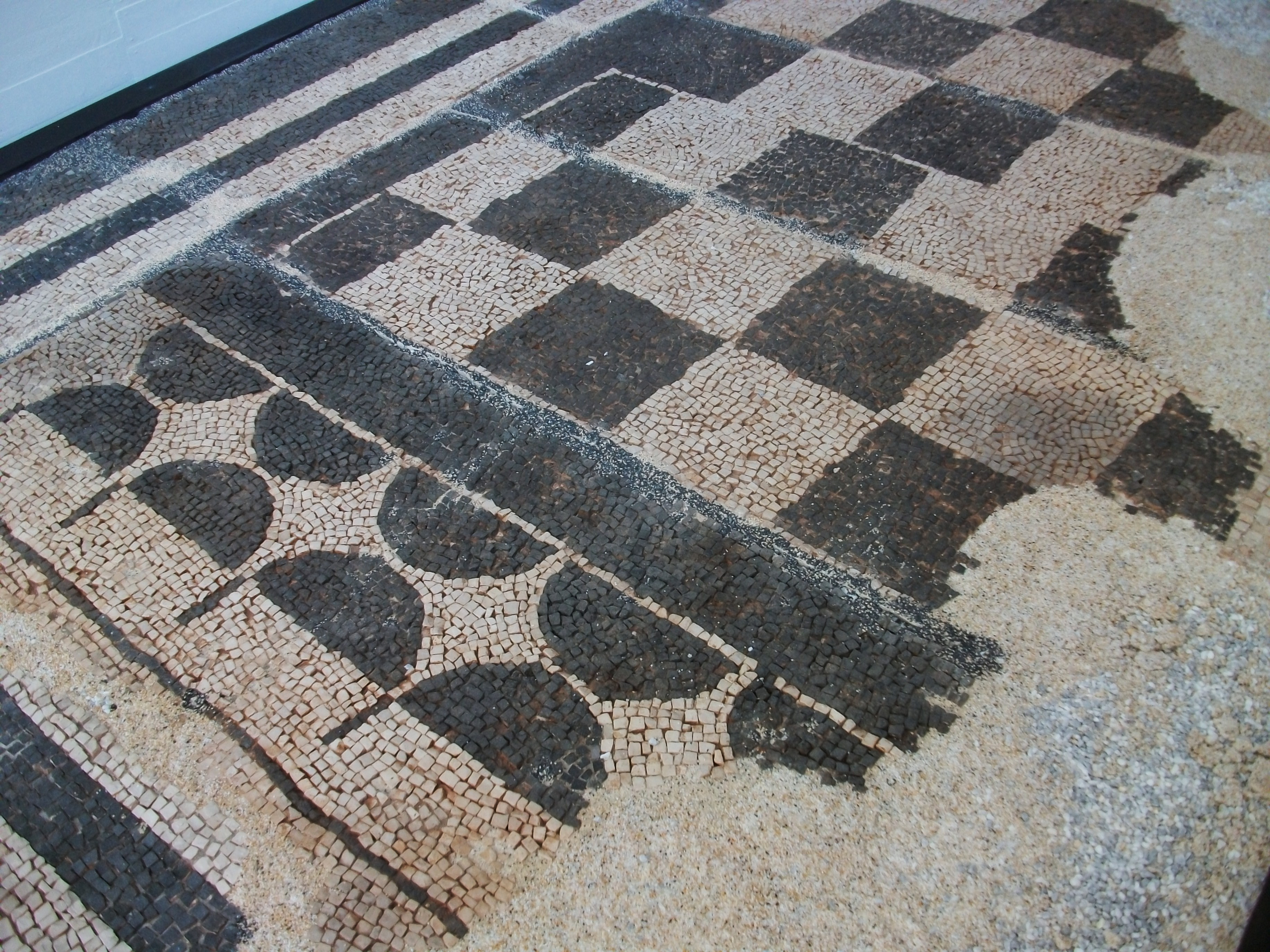
Mosaico de la villa de Benicató, en el Museo de Bellas Artes de Castellón.
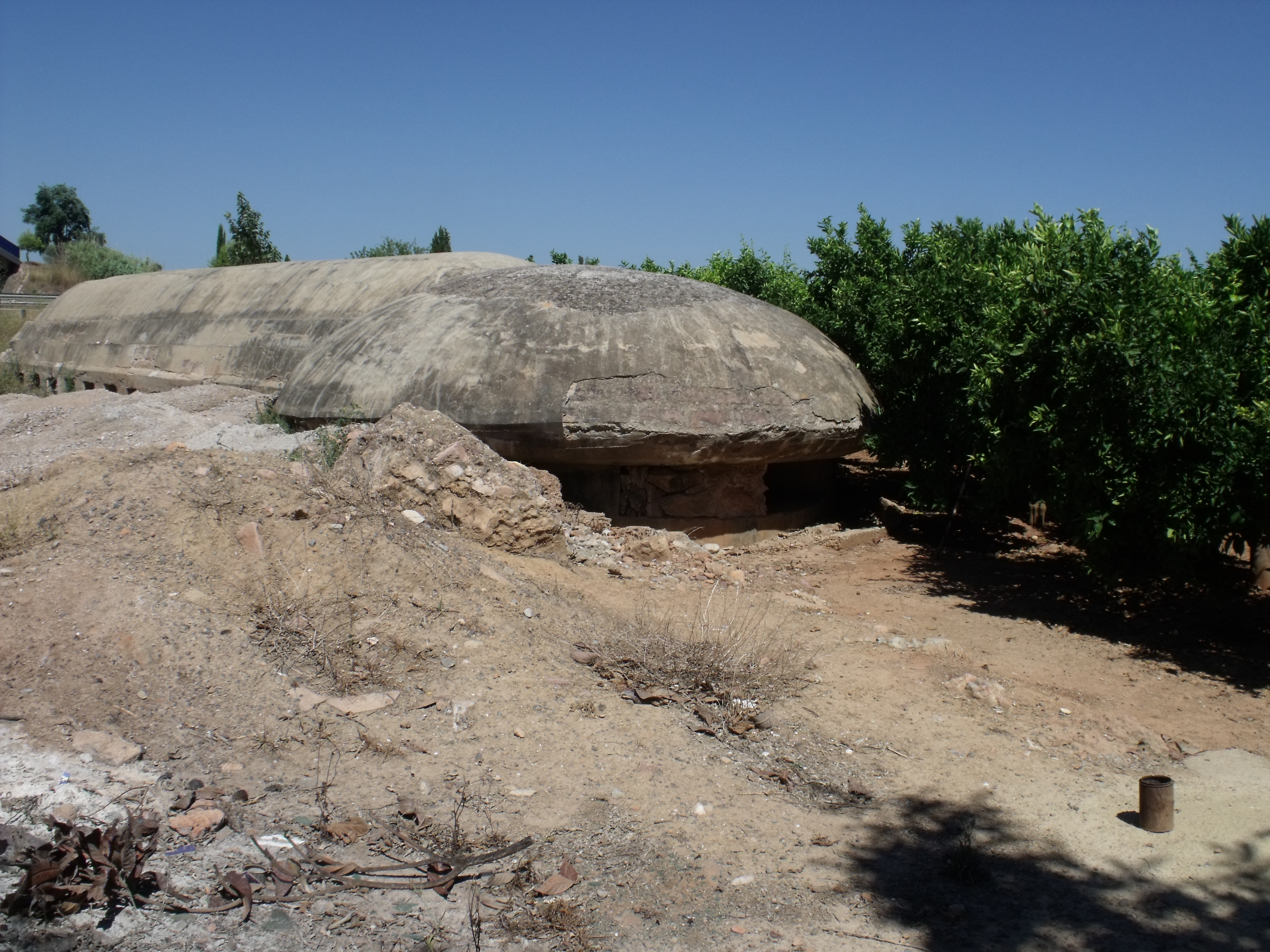
Búnquer de la Guerra Civil.

### Monumentos religiosos
- Antigua Iglesia de la Sangre - Museo de Historia (siglo XVI).
- Iglesia de la Sagrada Familia - Antiguo Convento de Carmelitas Descalzos. (siglo XVII).
- Iglesia de la Inmaculada (siglo XVIII).
- Calvario (siglo XVII).
- Capilla de Nuestra Señora de la Soledad (siglo XVIII).
- Ermita de San Miguel (siglo XVIII).
- Ermita de San Joaquín (siglo XX).
- Iglesia Arciprestal de San Bartolomé y San Jaime (siglo XX).
- Ermita de San Blas (siglo XIV-XVIII).

### Monumentos civiles

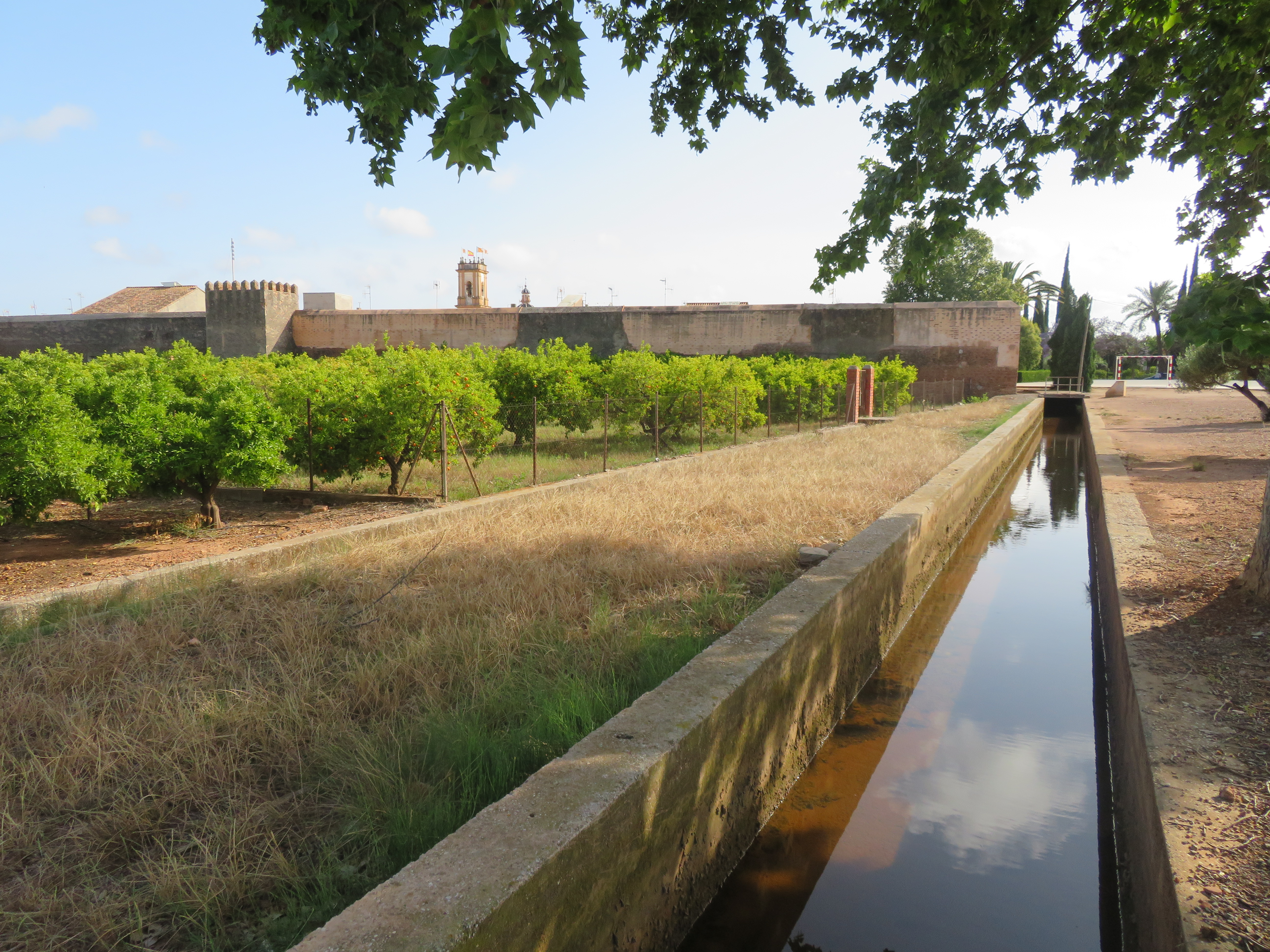
Panorámica de las murallas del poblado de Mascarell.

- Panorámica de las murallas del poblado de Mascarell.Vila Romana de Benicató (siglo II a. C.-siglo IV d. C.).
- Mascarell, recinto amurallado medieval, Iglesia y Casa Consistorial (siglo XVI).
- Teatro Alcázar (siglo XX).
- Museo de Medallística Enrique Giner. Se encuentra localizado en la ermita de San Miguel.
- Fortificaciones de la Guerra Civil edificadas en 1938.

## Fiestas
- San Juan. Es el patrono del arrabal de San Juan. Su fiesta se celebra el 24 de junio. Se organizan diversidad de actos, entre los que se incluye la Quema de Hogueras, verbenas, cenas populares, actuaciones musicales, cabalgata del Ninot y procesión en honor a Sant Joan. Festejos organizados por la Comisión de fiestas del barrio.

- San Vicente Ferrer. Conocida como "festa dels fadrins", se celebra el lunes siguiente al lunes de Pascua. Por la mañana se organiza un pasacalle donde las peñas y grupos de amigos desfilan sobre carros y acompañados de charangas por un recorrido urbano. Es especialmente interesante el momento en que los carros giran alrededor de la hoguera ubicada en la calle San Vicente. Por la tarde hay una procesión donde participan especialmente los quintos. Festejos organizados por los quintos (hombres que celebran el 25 aniversario de su ingreso en el servicio militar). En 2010 fue declarada Fiesta de Interés Turístico.

- Fiestas Patronales de la Virgen de la Soledad. Se celebran la primera quincena de octubre en honor a la Virgen de la Soledad, patrona de Nules. Estas fiestas conservan el ambiento festivo dels Bous al Carrer o las actuaciones musicales, aunque tienen un carácter más religioso y cultural. Destacan actos como la ofrenda y la procesión, los Juegos Florales (festival poético en valenciano, único en la región junto al de la ciudad de Valencia, que surgió en 1953 por iniciativa del barrio de San Juan).

- Fiestas Patronales de San Bartolomé. Festejos más destacados del año festivo de la ciudad. En medio del verano, las fiestas de San Bartolomé, patrono de Nules, permiten descansar y disfrutar con los tradicionales festejos taurinos, la "Cridà" o chupinazo de las peñas, importantes actuaciones musicales de primer nivel, verbenas, etc. Las peñas son las protagonistas, concentrándose en sus respectivos casales y dando a las fiestas un aire diferente, gracias a sus coloristas vestimentas. Las fiestas se celebran la semana del 24 de agosto, día de San Bartolomé. Festejos organizados por el Ayuntamiento de Nules.

- San Joaquín. Se celebran en septiembre en el arrabal de Sant Xotxim (San Joaquín) y son organizados por la Comisión del Arrabal. Durante las mismas fechas, el Ayuntamiento organiza la Feria Agrícola y de Maquinaria. En 1946, un grupo de vecinos del barrio, con motivo de las fiestas en honor de su Patrón, decidió celebrar una feria de ganado, que desde 1950 institucionalizó el Ayuntamiento de nuestra ciudad. Lo que empezó a iniciativa de unos cuantos logró recuperar aquella tradición medieval que otorgaba a Nules, gracias a su fundador, Gilaberto Centelles, el derecho a celebrar una feria durante 15 días al año. Desde entonces hasta hoy, ininterrumpidamente, se celebra en la segunda quincena de septiembre la Feria de Maquinaria Agrícola donde se exponen, además de todo tipo de maquinaria relacionada con las tereas propias del campo especializadas en los cítricos, vehículos de todo tipo, numerosos productos tradicionales, una gran variedad de atracciones y productos alimentarios, exposiciones, mercadillo y feria del comercio artesano.

- Les Barraquetes. Se celebra el jueves siguiente al Corpus Christi. Se trata de una fiesta religiosa tradicional y única de la localidad. El Santísimo Sacramento sale en procesión por la plaza Mayor que está repleta de cabañas hechas con cañas y ocupadas por niños. Su origen aún no está claro; algunos la unen a los orígenes de la villa, como símbolo de que los primeros pobladores, mientras construían sus casas, vivieron en cabañas. Otros, en cambio, opinan que está relacionada con el asentamiento junto a las murallas de la ciudad de las tropas de Felipe II que a principios del XVI fueron a reprimir una rebelión de los moriscos, y al coincidir con la octava del Corpus se pidió que las tropas fueran bendecidas por el Santísimo Sacramento, lo cual se recordaría en la procesión de les Barraquetes. La tradición se había perdido en 1973, pero se consiguió recuperarla en 1992. En 2010 fue declarada Fiesta de Interés Turístico.

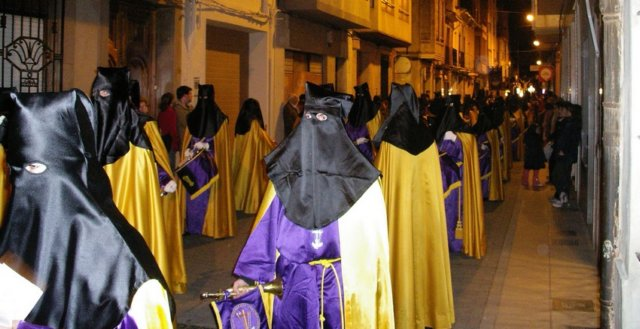
Procesión de nazarenos en Nules.

- Semana Santa de Nules. Nuestra Semana Santa ha experimentado una importante revitalización en los últimos años. Entre los actos más destacados están la Tamborada del Lunes Santo, la procesión del Viacrucis el Miércoles Santo, el Viacrucis acompañando a la imagen del Nazareno el Viernes Santo por la mañana, la procesión general del Santo Entierro por la noche y finalmente la procesión del Encuentro el Domingo de Pascua. En total, se procesionan 10 pasos en las distintas procesiones, y participan las diversas cofradías de Semana Santa: Cofradía Oración del Huerto, Cofradía Ecce Homo y Hermandad de Nazarenos de la P. Sangre.

- San Roque. Se celebran a mediados de agosto en los poblados marítimos de la playa de Nules. Destacan por la gran cantidad de eventos deportivos (carreras a pie, travesías marítimas, campeonatos de pesca y voleibol, marchas en bicicleta, etc.). También destaca la celebración religiosa (misa, procesión y pasacalle de bescuits).

## Gastronomía
- Paella de pato. El arroz con pato era plato típico de las fiestas de San Roque en las que las gentes de Nules se trasladaban a la playa, especialmente en carros, para pasar uno o varios días en el campo, donde se degustaba este sabroso plato que se guisaba al aire libre.

- All i pebre de anguilas. Se comía habitualmente durante la temporada estival en la que se habitaban las casas de la playa, saliendo a pescar estos escurridizos peces para degustarlos bien condimentados con el clásico allipebre.

- Paella. En Nules la tradición manda que en todos los hogares deberá haber la tradicional Paella Valenciana como plato principal. Durante muchas fiestas, se organizan concursos de paellas y degustaciones populares de este tradicional manjar.

- Puchero. Tiene como principales ingredientes garbanzos, arroz o fideos, carne de ternera o de pollo, tocino, hueso de jamón, patatas, y verduras varias como, berza, apio, calabaza, acelgas, zanahorias, etc. Es una comida tradicional en Nules y también en el resto de provincia o pueblos cercanos.

- Arroz al horno (en valenciano, arròs al forn). El arroz al horno es un plato típico de la Comunidad Valenciana. Se elabora en cazuela de barro y se cocina como su nombre indica en el horno. Por el recipiente que se utiliza en algunos lugares de la Comunidad Valenciana, como en este caso, en Nules. Recibe el nombre de cassola (cazuela en castellano). Su origen está en el aprovechamiento de los restos del cocido por lo que sus ingredientes principales son el tocino, los garbanzos y los diversos productos procedentes del cerdo utilizados en su elaboración (chorizo, morcilla, carne y pelotas elaboradas con carne picada) junto con el caldo obtenido. Además se le añaden patatas, tomate, perejil y una cabeza de ajos coronando la cazuela.

## Política
| Periodo   | Nombre                      | Partido           |
| --------- | --------------------------- | ----------------- |
| 1979-1983 | Vicente Porcar / José Darás | UCD               |
| 1983-1987 | Sebastián Nebot Gómez       | PSPV-PSOE         |
| 1987-1991 | Vicente Martínez Lucas      | PP                |
| 1991-1995 | Vicente Martínez Lucas      | PP                |
| 1995-1999 | Vicente Martínez Lucas      | PP                |
| 1999-2003 | José Blás Molés Alagarda    | PP                |
| 2003-2007 | Salvador Gorriz Valls       | PSPV-PSOE         |
| 2007-2011 | Mario García Báscones       | PP                |
| 2011-2015 | Mario García Báscones       | PP                |
| 2015-2019 | David García Pérez          | CCD               |
| 2019-2023 | David García Pérez          | Centrats en Nules |
| 2023-act. | David García Pérez          | Centrats en Nules |

1979-1987
Tras las primeras elecciones consiguió la alcaldía de Nules, Vicente Porcar Bigorra. Aunque problemas en su partido le obligaron a abandonar a mediados de legislatura. Asumió el cargo su primer teniente de Alcalde Sr. Darás. En las siguientes elecciones, sería el socialista Sebastián Nebot quien ostentaría el cargo de alcalde hasta el año 1987.
1987-1999
Entre 1987 y 1999, Vicente Martínez Lucas, del Partido Popular, ocupó la alcaldía, en varias ocasiones con mayoría absoluta. En 1999, Martínez Lucas se convirtió en asesor de la Consellería de Agricultura. En las elecciones de ese año, el PP ganó con mayoría absoluta, con 9 concejales. En la oposición quedaron el PSOE, con 6, y Unió Valenciana (UV) y Esquerra Unida, con 1 cada uno. Se convirtió entonces en alcalde un exmilitante de UV, José Blas Moles, que en 1996 pasó a convertirse en militante del Partido Popular.
A finales de la legislatura del 99, el entonces presidente del Partido Popular de Nules, Martínez Lucas fue expulsado del PP por iniciativa del Carlos Fabra, Presidente de la Diputación, que quiso que su puesto de Presidente Local del partido fuera ocupado por otra persona afín a él, en contra de lo que los afiliados locales demandaban. Por ello, muchos militantes abandonaron también el partido y se fundó Independientes Populares de Nules (IPN), partido con el que se presentaron a las elecciones del 2003.
2003-2007
En las elecciones de 2003, PP sufrió un gran deterioro, consiguiendo solo 5 concejales, el mismo número que PSOE e IPN, que arrebató al PP la mitad de sus votantes. Mientras tanto EU mantuvo su concejal y el Bloc logró 1.
IPN buscó acuerdos con el PP, pero este decidió no hablar con los independientes. Para facilitar la gobernabilidad de la ciudad, PSOE e IPN llegaron a un pacto de gobierno. Este pacto supondría un gobierno socialista durante los dos primeros años y medio y posteriormente sería Martínez Lucas quien ocuparía la alcaldía.
Al pasar dos años, Salvador Gorriz (alcalde del PSOE) se negó a abandonar el cargo, rompiendo el pacto con IPN y dejando al Ayuntamiento con un gobierno en minoría. El alcalde junto a otros 3 concejales socialistas se dieron de baja del PSOE. Así, el Ayuntamiento de Nules fue gobernado por 4 personas durante los últimos años de la legislatura.
2007-2011
En las elecciones de 2007, el PP obtuvo la victoria, con 8 concejales, pero sin mayoría absoluta. PSOE e IPN lograron 3, mientras que EU aumentó a 2. Salvador Gorriz, mientras tanto, se convirtió en concejal de Socialistas Independientes de Nules (SIN, partido fundado por los ediles que abandonaron el PSOE en 2005).
2011-2015
En las elecciones de 2011, el PP recuperó la mayoría absoluta en el Ayuntamiento, logrando 11 concejales. El PSOE conservó sus 3 ediles, EU 2 y el partido local IPN redujo su representación a 1 único edil.
2015-2019
En las elecciones de 2015, el PP volvió a ganar las elecciones pero perdió la mayoría absoluta, logrando 8 concejales. El PSOE obtuvo 4 ediles, Més Nules (Compromís + EUPV) 3, IPN 1 y CCD 1. Se llegó a un pacto de gobierno con el acuerdo de todos los partidos excepto del PP, con David García de CCD como alcalde.
2019-2023
En las elecciones de 2019 la plataforma ciudadana Centrats en Nules (CeN) impulsada por el alcalde David García que aglutinó a su partido CCD, a IPN y a gente independiente de la sociedad civil sin afiliación política, logró ganar las elecciones con un total de 6 concejales, seguidos por el PP y PSOE con 5 respectiva y 1 para Més Nules (coalición entre EUPV y Compromís). El Gobierno ha estado constituido por un gobierno entre CeN y Més Nules que ha aupado nuevamente a la Alcaldía a David García Pérez.
2023-2027
García vuelve a ganar las elecciones con 7 concejales y continuó como alcalde, el PP quedo en segundo lugar con 4 concejales, el peor resultado de su historia y el PSOE con 3. VOX entro al ayuntamiento con 2 concejales y Més Nules manutuvo su concejal. El Gobierno estuvo apoyado por CeN, PSOE y Més Nules. 
A finales de 2023, García anunció la creación de una plataforma de partidos independientes que más tarde evolucionó a una asociación de partidos a nivel estatal, denominada Unión Municipalista. 